# Campeonato Sul-Americano de Atletismo Sub-23 de 2014
A 6ª edição do Campeonato Sul-Americano de Atletismo Sub-23 de 2014 foi organizado pela CONSUDATLE, para atletas com até 23 anos classificados como Sub-23. As provas foram realizadas na Pista de Atletismo Darwin Piñeyrúa, em Montevidéu, no Uruguai, no período de 3 a 5 de outubro de 2014. Foram disputadas 44 provas com a presença de 310 atletas de 12 nacionalidades, com destaque para o Brasil que obteve 
51 medalhas no total, sendo 18 de ouro. 

## Resultados
Esses foram os resultados do campeonato. 

### Masculino
| Evento                      | Ouro | Ouro      | Prata                                                                         | Prata     | Bronze                                                                                    | Bronze    |
| --------------------------- | --- | --------- | ----------------------------------------------------------------------------- | --------- | ----------------------------------------------------------------------------------------- | --------- |
| 100 metros                  | Andy Martínez · Peru                                                                                             | 10.40     | Aldemir da Silva Junior · Brasil                                              | 10.47     | Enrique Polanco · Chile                                                                   | 10.53     |
| 200 metros                  | Aldemir da Silva Junior · Brasil                                                                                 | 20.50     | Fredy Maidana · Paraguai                                                      | 20.90     | Diego Palomeque · Colômbia                                                                | 21.02     |
| 400 metros                  | José Meléndez · Venezuela                                                                                        | 46.05     | Bernardo Baloyes · Colômbia                                                   | 46.11     | Alexander Russo · Brasil                                                                  | 46.35     |
| 800 metros                  | Joseilton Cunha · Brasil                                                                                         | 1:48.47   | Lucas Gabriel Rodrigues · Brasil                                              | 1:49.37   | Lucirio Antonio Garrido · Venezuela                                                       | 1:50.87   |
| 1 500 metros                | Carlos Díaz · Chile                                                                                              | 3:44.52   | Javier Marmo · Uruguai                                                        | 3:47.47   | Kevin Angulo · Equador                                                                    | 3:47.82   |
| 5 000 metros                | Matías Silva · Chile                                                                                             | 13:57.58  | José Luis Rojas · Peru                                                        | 14:02.37  | Yerson Orellana · Peru                                                                    | 14:04.30  |
| 10 000 metros               | Matías Silva · Chile                                                                                             | 30:13.81  | Daniel Toroya · Bolívia                                                       | 30:16.50  | Ariel Méndez · Chile                                                                      | 30:19.61  |
| 20 km marcha atlética       | Manuel Soto · Colômbia                                                                                           | 1:23:22.7 | Richard Vargas · Venezuela                                                    | 1:23:25.6 | Kenny Pérez · Colômbia                                                                    | 1:25:08.4 |
| 110 metros barreiras        | Jonathas Brito · Brasil                                                                                          | 13.69     | Eduardo dos Santos de Deus · Brasil                                           | 13.85     | Diego Lyon · Chile                                                                        | 13.98     |
| 400 metros barreiras        | Wesley Martins · Brasil                                                                                          | 51.12     | Yeferson Valencia · Colômbia                                                  | 51.19     | Alfredo Sepúlveda · Chile                                                                 | 51.56     |
| 3.000 metros com obstáculos | Roberto Tello · Chile                                                                                            | 8:57.49   | Thiarles dos Santos · Brasil                                                  | 9:02.16   | Juan Medina · Chile                                                                       | 9:08.59   |
| 4×100 metros estafetas      | Brasil · Rodrigo Pereira do Nascimento · Ricardo de Souza · Antônio César Rodrigues · Aldemir da Silva Junior    | 39.74     | Paraguai · Cristián Leguizamón · Fredy Maidana · Jesús Cáceres · Ángel Ayala  | 40.88     | Chile · Patricio Colarte · Sergio Aldea · Sergio Germain · Enrique Polanco                | 41.20     |
| 4×400 metros estafetas      | Brasil · Anderson Machado dos Santos · Lucas de Araújo Santos · Carlos Eduardo Pereira Grachet · Alexander Russo | 3:08.95   | Chile · Alfredo Sepúlveda · Sergio Germain · Alejandro Peirano · Sergio Aldea | 3:11.93   | Colômbia · Diego Palomeque · Miguel Ángel Alvarado · Yeferson Valencia · Bernardo Baloyes | 3:11.95   |
| Salto em altura             | Fernando Carvalho Ferreira · Brasil                                                                              | 2.24      | Eure Yáñez · Venezuela                                                        | 2.18      | Alexander Bowen · Panamá                                                                  | 2.15      |
| Salto à vara                | José Pacho · Equador                                                                                             | 5.10      | Jeff Oliverio · Brasil                                                        | 5.00      | Walter Viáfara · Colômbia                                                                 | 4.85      |
| Salto em comprimento        | Higor Alves · Brasil                                                                                             | 7.60      | Paulo Sérgio dos Santos Oliveira · Brasil                                     | 7.59      | Juan Mosquera · Panamá                                                                    | 7.40      |
| Salto triplo                | Kauam Bento · Brasil                                                                                             | 15.77     | Álvaro Cortez · Chile                                                         | 15.36     | Mateus Adão de Sá · Brasil                                                                | 15.20     |
| Arremesso de peso           | Willian Braido · Brasil                                                                                          | 18.98     | Willian Denílson Venâncio · Brasil                                            | 17.61     | Juan Caicedo · Equador                                                                    | 16.17     |
| Lançamento de disco         | Mauricio Ortega · Colômbia                                                                                       | 60.46     | Felipe Lorenzon · Brasil                                                      | 56.21     | Mario Luis David Junior · Brasil                                                          | 55.40     |
| Lançamento do martelo       | Joaquín Gómez · Argentina                                                                                        | 67.98     | Humberto Mansilla · Chile                                                     | 65.27     | Gabriel Kehr · Chile                                                                      | 63.38     |
| Lançamento do dardo         | Braian Toledo · Argentina                                                                                        | 77.75     | Tomás Guerra · Chile                                                          | 70.00     | Fabián Jara · Paraguai                                                                    | 68.78     |
| Decatlo                     | Renato dos Santos · Brasil                                                                                       | 7025      | Guillermo Ruggeri · Argentina                                                 | 6887      | Yuri Ventura Faustino da Silva · Brasil                                                   | 6868      |

### Feminino
| Evento                      | Ouro                                                                                               | Ouro      | Prata                                                                        | Prata     | Bronze                                                                                  | Bronze    |
| --------------------------- | -------------------------------------------------------------------------------------------------- | --------- | ---------------------------------------------------------------------------- | --------- | --------------------------------------------------------------------------------------- | --------- |
| 100 metros                  | Andrea Purica · Venezuela                                                                          | 11.50     | Bruna Farias · Brasil                                                        | 11.52     | Vitoria Cristina Rosa · Brasil                                                          | 11.64     |
| 200 metros                  | Bruna Farias · Brasil                                                                              | 23.61     | Isidora Jiménez · Chile                                                      | 23.72     | Karina da Rosa · Brasil                                                                 | 23.72     |
| 400 metros                  | Déborah Rodríguez · Uruguai                                                                        | 52.53 ,   | Natallia Silva · Brasil                                                      | 53.14     | Leticia de Souza · Brasil                                                               | 53.96     |
| 800 metros                  | Déborah Rodríguez · Uruguai                                                                        | 2:08.65   | Mariana Borelli · Argentina                                                  | 2:09.24   | Pia Fernández · Uruguai                                                                 | 2:09.89   |
| 1 500 metros                | Flávia de Lima · Brasil                                                                            | 4:21.05   | Erika Lima · Brasil                                                          | 4:23.58   | Zulema Arenas · Peru                                                                    | 4:25.30   |
| 5 000 metros                | Soledad Torre · Peru                                                                               | 16:39.95  | Jovana de la Cruz · Peru                                                     | 16:43.40  | Giselle Álvarez · Chile                                                                 | 16:51.22  |
| 10 000 metros               | Giselle Álvarez · Chile                                                                            | 35:28.30  | Luzmery Rojas · Peru                                                         | 35:32.56  | Jéssica Paguay · Equador                                                                | 35:35.75  |
| 20 km marcha atlética       | Wendy Cornejo · Bolívia                                                                            | 1:37:43.1 | Ángela Castro · Bolívia                                                      | 1:38:55.7 | Yeseida Carrillo · Colômbia                                                             | 1:42:20.5 |
| 100 metros barreiras        | Génesis Romero · Venezuela                                                                         | 13.51     | Gabriela Lima · Brasil                                                       | 13.81     | María Ignacia Eguiguren · Chile                                                         | 13.93     |
| 400 metros barreiras        | Déborah Rodríguez · Uruguai                                                                        | 58.49     | Geisa Cardoso dos Santos · Brasil                                            | 59.53     | Brenda da Costa · Brasil                                                                | 60.86     |
| 3.000 metros com obstáculos | Zulema Arenas · Peru                                                                               | 10:06.25  | Jovana de la Cruz · Peru                                                     | 10:18.74  | July da Silva · Brasil                                                                  | 10:34.62  |
| 4×100 metros estafetas      | Brasil · Vitoria Cristina Rosa · Bruna Farias · Andressa Fidelis · Evelyn Oliveira de Paula        | 45.44     | Venezuela · Johana Pirela · Andrea Purica · Génesis Romero · Nediam Vargas   | 46.50     | Chile · Macarena Borie · Josefina Gutiérrez · María Ignacia Eguiguren · Isidora Jiménez | 46.80     |
| 4×400 metros estafetas      | Brasil · Jéssica Roberti da Silva · Lourdes de Souza Dallazem · Natallia da Silva · Flávia de Lima | 3:42.07   | Venezuela · Johana Pirela · Maryury Valdez · Odellani Monges · Nediam Vargas | 3:45.89   | Uruguai · Laura Lupano · Pia Fernández · Yenifer Silva · Déborah Rodríguez              | 3:50.35   |
| Salto em altura             | Tamara de Sousa · Brasil                                                                           | 1.82      | Ana Paula de Oliveira · Brasil                                               | 1.82      | Betsabé Páez · Argentina                                                                | 1.76      |
| Salto à vara                | Robeilys Peinado · Venezuela                                                                       | 3.90      | Juliana Campos · Brasil                                                      | 3.70      | Noelina Madarieta · Argentina                                                           | 3.60      |
| Salto em comprimento        | Yulimar Rojas · Venezuela                                                                          | 6.36      | Jéssica dos Reis · Brasil                                                    | 6.35      | Juliana Angulo · Equador                                                                | 6.16      |
| Salto triplo                | Yulimar Rojas · Venezuela                                                                          | 13.35     | Nubia Soares · Brasil                                                        | 13.31     | Claudine Paola Gimenes de Jesus · Brasil                                                | 12.81     |
| Arremesso de peso           | Ivana Gallardo · Chile                                                                             | 16.20     | Izabela Rodrigues da Silva · Brasil                                          | 15.95     | Esthefania da Costa · Brasil                                                            | 15.18     |
| Lançamento de disco         | Izabela Rodrigues da Silva · Brasil                                                                | 58.70     | Lidiane Cansian · Brasil                                                     | 56.77     | Ivana Gallardo · Chile                                                                  | 51.75     |
| Lançamento do martelo       | Génesis Olivera · Venezuela                                                                        | 63.80     | Mariana Marcelino · Brasil                                                   | 61.18     | Paola Miranda · Paraguai                                                                | 57.06     |
| Lançamento do dardo         | Edivania Araujo · Brasil                                                                           | 53.79     | Daniella Nisimura · Brasil                                                   | 53.46     | Laura Paredes · Paraguai                                                                | 51.19     |
| Heptatlo                    | Evelis Aguilar · Colômbia                                                                          | 5333      | Fiorella Chiappe · Argentina                                                 | 5207      | Karen Lopes · Brasil                                                                    | 5075      |

## Quadro de medalhas (não oficial)
Essa foi a classificação não oficial do evento realizado no Uruguai. 
| Ordem | País      | Medalha de ouro | Medalha de prata | Medalha de bronze | Total |
| ----- | --------- | --------------- | ---------------- | ----------------- | ----- |
| 1     | Brasil    | 18              | 21               | 12                | 51    |
| 2     | Venezuela | 7               | 4                | 1                 | 12    |
| 3     | Chile     | 6               | 5                | 11                | 22    |
| 4     | Peru      | 3               | 4                | 2                 | 9     |
| 5     | Colômbia  | 3               | 2                | 5                 | 10    |
| 6     | Uruguai   | 3               | 1                | 2                 | 6     |
| 7     | Argentina | 2               | 3                | 2                 | 7     |
| 8     | Bolívia   | 1               | 2                | 0                 | 3     |
| 9     | Equador   | 1               | 0                | 4                 | 5     |
| 10    | Paraguai  | 0               | 2                | 3                 | 5     |
| 11    | Panamá    | 0               | 0                | 2                 | 2     |
| Total | Total     | 44              | 44               | 44                | 132   |

## Tabela de pontos
O Brasil liderou a pontuação nas três categorias. 
| Posição           | Nacionalidade | Pontos |
| ----------------- | ------------- | ------ |
| Medalha de ouro   | Brasil        | 472    |
| Medalha de prata  | Chile         | 168    |
| Medalha de bronze | Venezuela     | 145    |
| 4                 | Argentina     | 101    |
| 5                 | Peru          | 98     |
| 6                 | Colômbia      | 90     |
| 7                 | Uruguai       | 68     |
| 8                 | Equador       | 64     |
| 9                 | Paraguai      | 43     |
| 10                | Bolívia       | 27     |
| 11                | Panamá        | 10     |
| 12                | Suriname      | 0      |

| Posição           | Nacionalidade | Pontos |
| ----------------- | ------------- | ------ |
| Medalha de ouro   | Brasil        | 242    |
| Medalha de prata  | Chile         | 116    |
| Medalha de bronze | Colômbia      | 62     |
| 4                 | Argentina     | 155    |
| 5                 | Venezuela     | 43     |
| 6                 | Equador       | 37     |
| 7                 | Peru          | 31     |
| 8                 | Paraguai      | 28     |
| 9                 | Uruguai       | 14     |
| 10                | Bolívia       | 10     |
| 11                | Panamá        | 10     |
| 12                | Suriname      | 0      |

| Posição           | Nacionalidade | Pontos |
| ----------------- | ------------- | ------ |
| Medalha de ouro   | Brasil        | 230    |
| Medalha de prata  | Venezuela     | 102    |
| Medalha de bronze | Peru          | 67     |
| 4                 | Uruguai       | 54     |
| 5                 | Chile         | 52     |
| 6                 | Argentina     | 46     |
| 7                 | Colômbia      | 28     |
| 8                 | Equador       | 27     |
| 9                 | Bolívia       | 17     |
| 10                | Paraguai      | 15     |
| 11                | Panamá        | 0      |
| 12                | Suriname      | 0      |

## Participantes
De acordo com uma contagem não oficial, 310 atletas de 12 países participaram. Isso está de acordo com os números oficiais publicados.
| - Argentina (42) - Bolívia (8) - Brasil (81) | - Chile (29) - Colômbia (17) - Equador (19) | - Panamá (10) - Paraguai (16) - Peru (23) | - Suriname (2) - Uruguai (44) - Venezuela (19) |

Legenda
| Recorde mundial       | Recorde mundial (World record)               |                       | Recorde africano                      | Recorde africano (African) |                                           | Q | Classificado por posição (Qualified) |
| Recorde do campeonato | Recorde do campeonato (Championship record)  | Recorde da América    | Recorde da América (Americas)         | q                          | Classificado por melhor tempo (Qualified) |   |                                      |
| Melhor marca do ano   | Melhor marca do ano (World leading)          | Recorde asiático      | Recorde asiático (Asian)              | DNS                        | Não largou (Did not start)                |   |                                      |
| Recorde nacional      | Recorde nacional (National record)           | Recorde europeu       | Recorde europeu (European)            | DNF                        | Não terminou (Did not finish)             |   |                                      |
| Recorde pessoal       | Recorde pessoal do atleta (Personal best)    | Recorde da Oceania    | Recorde da Oceania (Oceania)          | DSQ / DQ                   | Desclassificado (Disqualified)            |   |                                      |
| Recorde da temporada  | Recorde da temporada do atleta (Season best) | Recorde sul-americano | Recorde sul-americano (South America) | NM                         | Sem marca (No mark)                       |   |                                      |